# Paradela (Montalegre)
Paradela é uma povoação portuguesa do Município de Montalegre que foi sede da extinta Freguesia de Paradela, freguesia que tinha 12,34 km² de área e 145 habitantes (2011), e, por isso, uma densidade populacional de 11,8 hab/km².
A Freguesia de Paradela foi extinta (agregada) pela reorganização administrativa de 2012/2013, tendo o seu território sido agregado ao das Freguesias de Contim e de Fiães para criar a União de Freguesias de Paradela, Contim e Fiães.

## População
| Número de habitantes | Número de habitantes | Número de habitantes | Número de habitantes | Número de habitantes | Número de habitantes | Número de habitantes | Número de habitantes | Número de habitantes | Número de habitantes | Número de habitantes | Número de habitantes | Número de habitantes | Número de habitantes | Número de habitantes |
| -------------------- | -------------------- | -------------------- | -------------------- | -------------------- | -------------------- | -------------------- | -------------------- | -------------------- | -------------------- | -------------------- | -------------------- | -------------------- | -------------------- | -------------------- |
| 1864                 | 1878                 | 1890                 | 1900                 | 1911                 | 1920                 | 1930                 | 1940                 | 1950                 | 1960                 | 1970                 | 1981                 | 1991                 | 2001                 | 2011                 |
| 331                  | 382                  | 370                  | 399                  | 378                  | 327                  | 352                  | 476                  | 397                  | 524                  | 355                  | 335                  | 274                  | 221                  | 145                  |

(Obs.: Número de habitantes "residentes", ou seja, que tinham a residência oficial neste concelho à data em que os censos  se realizaram.)

## Património
- Igreja Matriz de Paradela;
- Capela da Ponteira.